# شعبه شلف (السياني)

تعديل مصدري - تعديل

شعبه شلف محلة تابعة لقرية العقير، التابعة لعزلة الهادس بمديرية السياني إحدى مديريات محافظة إب في الجمهورية اليمنية.، بلغ تعداد سكانها 28 حسب تعداد اليمن لعام 2004.